# Маријус Куш
Маријус Куш (Минхен, 5. мај 1993) немачки је пливач чија специјалност су трке делфин стилом.

## Спортска каријера
Успешан деби на међународној сцени Куш је имао на европском јуниорском првенству у Београду 2011. где је освојио и прву званичну медаљу у каријери, сребро у штафетној трци на 4×100 метара мешовито. Нешто више од месец дана касније на светском првенству за јуниоре у Лими у истој дисциплини заузима пето место у финалу.
У конкуренцији сениора дебитовао је на европском првенству у малим базенима у израелској Нетанији 2015. где је успео да се пласира у финале појединачне трке на 100 делфин (укупно осмо место), док је у штафети 4×50 мешовито био на петој позицији. Годину дана касније на светском првенству у малим базенима у Канади освојио је осмо место у финалу трке на 100 слободно.
На светским првенствимна у великим базенима по први пут је наступио у Будимпешти 2017. где се такмичио у појединачној трци на 100 делфин (22. место), те у штафетама 4×100 мешовито микс (7. место) и 4×100 мешовито (13. место). У децембру исте године осваја и прву медаљу на међународним такмичењима, бронзу у трци на 100 метара делфин стилом на европском првенству у малим базенима у Копенхагену.
На свом другом наступу на светским првенствима, у Квангџуу 2019, такмичио се у три појединачне и четири штафетне трке, а најбољи резултат му је било осмо место у финалу трке на 100 делфин.
Почетком августа 2019. освојио је титулу националног првака у својој примарној дисциплини на 100 метара делфин стилом.